# Jurgen Soetens
Jurgen Soetens is een Belgische politicus (VOOR LIERDE). Hij is burgemeester van Lierde sinds 2013.

## Biografie
Soetens is master in handels- en consulaire wetenschappen gespecialiseerd in openbare financiën.
Hij ging in de gemeentepolitiek in Lierde en na de verkiezingen van 2013 werd hij meteen verkozen als burgemeester. Hij is financieel directeur in de stad Ronse, bijzonder rekenplichtige voor de politiezone Ronse en oefent lokale mandaten uit.